# Singer 9 Le Mans
Der Singer 9 Le Mans ist ein Roadster, den der britische Automobilhersteller Singer von 1935 bis 1936 als Nachfolger des 9 Sports herstellte.
Die Auslegung entsprach der des Vorgängermodells. Um dessen Erfolge beim 24-Stunden-Rennen von Le Mans 1933 zu würdigen, wurde der „Sports“ in „Le Mans“ umbenannt.
Der bekannte Vierzylinder-Reihenmotor mit 972 cm³ Hubraum (Bohrung × Hub = 60 mm × 86 mm) mit obenliegender Nockenwelle und zwei SU-Vergasern leistete nun 3 bhp mehr, also 38 bhp (28 kW) bei 5000/min. So erreichte der Sportwagen eine Höchstgeschwindigkeit von 116,9 km/h.
Ihm zur Seite gestellt wurde ein weiteres, größeres Le-Mans-Modell, der 1½ litre Le Mans mit Sechszylindermotor.
Ende 1936 wurde der Bau der Le-Mans-Modelle eingestellt. Erst 1939 erschien der 9 Roadster als Nachfolger.